# José Salamero Martínez
José Salamero Martínez (Graus, 1835 – Madrid, 1895) fue un clérigo conocido como el padre de los pobres por su dedicación a los más desfavorecidos y por promover la fundación de asociaciones e instituciones de carácter social.
Terminó su formación eclesiástica en la Universidad Pontificia de Roma, distinguido con una prelatura doméstica. Se dedicó al apostolado y a la enseñanza. Ejerció de protector del joven Joaquín Costa, sobrino suyo, cuando este llegó a Madrid, así como de Andrés Martínez Vargas.
Fundó una Escuela de Artes y Oficios en Graus, así como asociaciones obreras católicas en Huesca, Barbastro y Graus. 
En su vertiente periodística, fundó y dirigió en Madrid las revistas La Lectura Católica y La Controversia (sucesora de la anterior), y el periódico El Espíritu Católico. Colaboró también en diarios carlistas madrileños como La Lealtad, El Pensamiento Español y La Regeneración. 
En la década de 1880 defendió la Unión Católica de Alejandro Pidal.
Publicó, entre otras, la obra Apostasía castigada. La Real Academia de Ciencias Morales y Políticas lo nombró académico.